# Palvas
Palvas är en sjö i kommunen Luumäki i landskapet Södra Karelen i Finland. Arean är 35 hektar och strandlinjen är 2,71 kilometer lång. Sjön  ingår i Summajokis huvudavrinningsområde.   Den ligger omkring 46 kilometer väster om Villmanstrand och omkring 160 kilometer nordöst om Helsingfors. 